# Список памятников гусеничной бронетехники на Украине
В список вносятся памятники гусеничной бронетехники (танки, САУ, БМП, БМД, БТР), находящиеся на постаментах или в любых музеях Украины.

## Список памятников по административно-территориальным единицам Украины

### Винницкая область
| Изображение | Тип   | Классификация        | Местонахождение |
| ----------- | ----- | -------------------- | --------------- |
|             | БМП-1 | Боевая машина пехоты | пгт Бершадь     |
|             | МТ-ЛБ | бронетранспортер     | с. Стрижавка    |

### Волынская область
| Изображение | Тип              | Классификация                       | Местонахождение                                                                                                   |
| ----------- | ---------------- | ----------------------------------- | --- |
|             | Т-64             | средний танк                        | Волынская область, г. Луцк, ул. На Таборищи, 4 Волынский региональный музей украинского войска и военной техники. |
|             | 2С1 "Гвоздика"   | самоходная артиллерийская установка | Волынская область, г. Луцк, ул. На Таборищи, 4 Волынский региональный музей украинского войска и военной техники. |
|             | 2С3 "Акация"     | самоходная артиллерийская установка | Волынская область, г. Луцк, ул. На Таборищи, 4 Волынский региональный музей украинского войска и военной техники. |
|             | БТР-50ПК         | бронетранспортёр                    | Волынская область, г. Луцк, ул. На Таборищи, 4 Волынский региональный музей украинского войска и военной техники. |
|             | БМП-1            | Боевая машина пехоты                | Волынская область, г. Луцк, ул. На Таборищи, 4 Волынский региональный музей украинского войска и военной техники. |
|             | 9Л35 «Стрела-10» |                                     | Волынская область, г. Луцк, ул. На Таборищи, 4 Волынский региональный музей украинского войска и военной техники. |
|             | 2К11 «Круг»      |                                     | Волынская область, г. Луцк, ул. На Таборищи, 4 Волынский региональный музей украинского войска и военной техники. |
|             | 9К33 «Оса»       |                                     | Волынская область, г. Луцк, ул. На Таборищи, 4 Волынский региональный музей украинского войска и военной техники. |
|             | БТР-60ПБ         | бронетранспортёр                    | Волынская область, г. Луцк, ул. На Таборищи, 4 Волынский региональный музей украинского войска и военной техники. |
|             | БТР-70           | бронетранспортёр                    | Волынская область, г. Луцк, ул. На Таборищи, 4 Волынский региональный музей украинского войска и военной техники. |
|             | БРДМ-2           | бронетранспортёр                    | Волынская область, г. Луцк, ул. На Таборищи, 4 Волынский региональный музей украинского войска и военной техники. |

### Днепропетровская область
| Изображение | Тип     | Классификация        | Местонахождение |
| ----------- | ------- | -------------------- | --- |
|             | Т-34-85 | средний танк         | Кривой Рог, Центрально-Городской район, площадь Освобождения, Танкистам-освободителям (памятник)                                                                 |
|             | Т-10    | тяжёлый танк         | Новомосковский район, поселок городского типа Черкасское (48.704047, 35.383471)                                                                                  |
|             | Т-55    | средний танк         | с. Вербовское, Васильковский район |
|             | БМП-1   | Боевая машина пехоты | мемориал в Никопольском районе, Днепропетровская область. БМП-1 is situated nearby to the fire station МНС and the church Храм 2000-річчя Різдва Христового ПЦУ. |
|             | Т-64    | средний танк         | г.Днепропетровске Улица Чичерина, напротив дома №45а — памятник генерал-полковнику Кравченко А. Г.                                                               |
|             | Т-62    | средний танк         | с. Вербки, Павлоградский р-н |

### Донецкая область
| Изображение | Тип           | Классификация                                               | Местонахождение                              |
| ----------- | ------------- | ----------------------------------------------------------- | -------------------------------------------- |
|             | Т-34-85       | средний танк                                                | г. Донецк, Театральная площадь               |
|             | Т-34          | средний танк                                                | г. Донецк, парк Ленинского комсомола         |
|             | Т-34-85       | средний танк                                                | г. Донецк, парк Ленинского комсомола         |
|             | Т-54          | средний танк                                                | г. Донецк, парк Ленинского комсомола         |
|             | ИС-2          | основной и тяжёлый танк периода Великой Отечественной войны | Дмитровка (Шахтёрский район)                 |
|             | Т-34-85       | средний танк                                                | г. Артемовск                                 |
|             | Т-34-85       | средний танк                                                | г. Артемовск                                 |
|             | Т-34-85       | средний танк                                                | г. Волноваха                                 |
|             | Т-34-76       | средний танк                                                | г. Горловка                                  |
|             | ИС-3          | тяжёлый танк                                                | г. Дзержинск                                 |
|             | Т-34-85       | средний танк                                                | г. Дружковка                                 |
|             | Т-34-85       | средний танк                                                | с. Зачатовка                                 |
|             | Т-10М         | тяжёлый танк                                                | с. Зелёное Поле (Великоновосёлковский район) |
|             | ИС-3          | тяжёлый танк                                                | с. Коньково (Тельмановский район)            |
|             | ИС-3          | тяжёлый танк                                                | г. Константиновка                            |
|             | Т-70          | лёгкий танк                                                 | г. Константиновка                            |
|             | Т-34-85       | средний танк                                                | г. Краматорск                                |
|             | Т-34-76       | средний танк                                                | г. Красный Лиман                             |
|             | Т-34-85       | средний танк                                                | г. Красноармейск                             |
|             | Т-10М         | тяжёлый танк                                                | с. Криворожье (Добропольский район)          |
|             | ИС-3          | тяжёлый танк                                                | г. Макеевка                                  |
|             | СУ-100        | истребитель танков                                          | г. Макеевка                                  |
|             | Т-34-85       | средний танк                                                | г. Мариуполь                                 |
|             | башня Т-34-85 | средний танк                                                | г. Мариуполь Азовсталь                       |
|             | Т-62          | средний танк                                                | г. Мариуполь Азовсталь                       |
|             | Т-64          | средний танк                                                | г. Мариуполь Азовмаш                         |
|             | Т-10          | тяжёлый танк                                                | с. Октябрьское (Добропольский район)         |
|             | Т-10          | тяжёлый танк                                                | мемориальный комплекс Саур-Могила            |
|             | СУ-100        | истребитель танков                                          | мемориальный комплекс Саур-Могила            |
|             | Т-34-85       | средний танк                                                | мемориальный комплекс Саур-Могила            |
|             | башня Т-70    | лёгкий танк                                                 | п. Светлое, (Добропольский район)            |
|             | ИС-3          | тяжёлый танк                                                | г. Светлодарск                               |
|             | Т-34-85       | средний танк                                                | г. Святогорск                                |
|             | Т-34-85       | средний танк                                                | г. Северск                                   |
|             | Т-34-85       | средний танк                                                | г. Харцизск                                  |
|             | ИС-3          | тяжёлый танк                                                | г. Ясиноватая                                |
|             | БТР-60ПБ      | бронетранспортёр                                            | г. Донецк, ПКиО имени Ленинского комсомола   |

### Житомирская область
| Изображение | Тип                                 | Классификация                                                     | Местонахождение                                                       |
| ----------- | ----------------------------------- | ----------------------------------------------------------------- | --------------------------------------------------------------------- |
|             | ИСУ-152 Т-64 БТР-50 БТР-60ПБ БРДМ-2 | самоходная артиллерийская установка средний танк бронетранспортёр | г. Коростень, военно-исторический комплекс «Командный пункт „Скала“». |
|             | Т-34-85                             | средний танк                                                      | г. Бердычев, рядом с автовокзалом (49°53′22.95″N 28°36′38.43″E)       |
|             | Т-64                                | средний танк                                                      | г. Новоград-Волынский, на территории в/ч                              |
|             | Т-62                                | средний танк                                                      | с. Короченки Чудновский р-н                                           |
|             | Т-54                                | средний танк                                                      | г. Новоград-Волынский                                                 |
|             | 2С1 «Гвоздика»                      | самоходная артиллерийская установка                               | г. Новоград-Волынский, на территории в/ч                              |
|             | БМП-1                               | Боевая машина пехоты                                              | г. Новоград-Волынский, на территории в/ч                              |
|             | ПТ-76                               | плавающий танк                                                    | с. Сингуры Житомирский р-н                                            |
|             | БМП-1                               | Боевая машина пехоты                                              | г. Коростень                                                          |

### Запорожская область
| Изображение | Тип    | Классификация    | Местонахождение                   |
| ----------- | ------ | ---------------- | --------------------------------- |
|             | Т-34   | Средний танк     | Александровский район (Запорожье) |
|             | Т-64   | средний танк     | г. Энергодар, Парк Победы.        |
|             | БРДМ-2 | бронетранспортёр | г. Мелитополь                     |
|             | БРДМ-1 | бронетранспортёр | Музей техники "Фаэтон"            |

### Киев
| Изображение | Тип            | Классификация                       | Местонахождение                                   |
| ----------- | -------------- | ----------------------------------- | ------------------------------------------------- |
|             | Т-64Б          | средний танк                        | г. Киев в парке "Победа"                          |
|             | Т-64Р          | средний танк                        | г. Киев площадка техники ВОВ                      |
|             | Т-64           | средний танк                        | г. Киев Суворовское                               |
|             | Т-64           | средний танк                        | г. Киев Национальная Академия обороны             |
|             | Т-64           | средний танк                        | г. Киев Музей локальных конфликтов                |
|             | Т-62           | средний танк                        | г. Киев музей локальных конфликтов                |
|             | ПТ-76          | плавающий танк                      | г. Киев музей локальных конфликтов                |
|             | БМД-1          | боевая машина десанта (БМД)         | г. Киев музей локальных конфликтов                |
|             | Т-54           | средний танк                        | г. Киев музей локальных конфликтов                |
|             | Т-55           | средний танк                        | г. Киев музей локальных конфликтов                |
|             | 2С9 «Нона»     | самоходная артиллерийская установка | г. Киев музей локальных конфликтов                |
|             | 2С1 «Гвоздика» | самоходная артиллерийская установка | г. Киев музей локальных конфликтов                |
|             | Т-55           | средний танк                        | г. Киев площадка техники ВОВ                      |
|             | Т-80           | средний танк                        | г. Киев возле музея ВОВ                           |
|             | Т-62           | средний танк                        | г. Киев возле музея ВОВ                           |
|             | Т-55           | средний танк                        | г. Киев Национальная Академия обороны             |
|             | БТР-50         | бронетранспортёр                    | г. Киев Национальная Академия обороны             |
|             | Т-80           | средний танк                        | г. Киев Национальная Академия обороны             |
|             | ПТ-76          | плавающий танк                      | г. Киев Национальная Академия обороны             |
|             | 2С3 «Акация»   | самоходная артиллерийская установка | г. Киев Национальная Академия обороны             |
|             | 2С1 «Гвоздика» | самоходная артиллерийская установка | г. Киев Национальная Академия обороны             |
|             | 2С9 «Нона»     | самоходная артиллерийская установка | г. Киев Национальная Академия обороны             |
|             | БРДМ-2         | бронетранспортёр                    | г. Киев, парк Воинов-Интернационалистов           |
|             | БРДМ-2         | бронетранспортёр                    | г. Киев, перекресток ул. Чернобыльской и Ефремова |
|             | БРДМ-1         | бронетранспортёр                    | г. Киев площадка техники ВОВ                      |

### Киевская область
| Изображение              | Тип                           | Классификация                       | Местонахождение |
| ------------------------ | ----------------------------- | ----------------------------------- | --- |
|                          | Т-34-85                       | средний танк                        | г. Белая церковь, напротив дендропарка "Александрия" (49°49′03.92″N 30°04′11.91″E) "Воинам советской армии и чехословацкой бригады. Которые 4 января 1944 года освободили город Белая церковь от немецко-фашистских захватчиков. 9 мая 1970 год" |
|                          | СУ-100                        | Самоходная артиллерийская установка | с. Софіївська Борщагівка, Воинский мемориал (50°24'34"N 30°21'27"E) "Вічна память воїнам, жителям села Соф. Борщагівка, полеглим в роки Великой Витчизняної війни. /1941-1945 рр./"                                                              |
|                          | T-34-76                       | средний танк                        | с. Новые Петровцы, Выставка военной техники (рядом с музеем "Битва за Киев в 1943 г.") (50°37'31.08"N 30°25'12"E) |
|                          | T-34-76 с командирской башней | средний танк                        | с. Новые Петровцы, Выставка военной техники (рядом с музеем "Битва за Киев в 1943 г.") (50°37'31.08"N 30°25'12"E) |
| ИС - 3 с. Новые Петровцы | ИС-3                          | тяжелый танк                        | с. Новые Петровцы, Выставка военной техники (рядом с музеем "Битва за Киев в 1943 г.") (50°37'31.08"N 30°25'12"E) |
| БМП-1 с. Новые Петровцы  | БМП-1                         | Боевая машина пехоты                | с. Новые Петровцы, Выставка военной техники (рядом с музеем "Битва за Киев в 1943 г.") (50°37'31.08"N 30°25'12"E) |
|                          | Т-64                          | средний танк                        | Печерский район Выставка военной техники (50.427054, 30.564332) |
|                          | Т-64                          | средний танк                        | г. Боярка, Киево-Святошинский р-н, УОК КВЛ им. И.Богуна |
|                          | Т-64                          | средний танк                        | с. Гатное (Гатне), Киево-Святошинский район, Киевская область |
|                          | БМП-1                         | Боевая машина пехоты                | г. Боярка, Киево-Святошинский р-н, УОК КВЛ им. И.Богуна |
|                          | Т-55                          | средний танк                        | пгт Глеваха |
|                          | Т-64                          | средний танк                        | Вышгородский район, с Пылява,музей военной техники |
|                          | БМД-1                         | боевая машина десанта (БМД)         | Вышгородский район, с Пылява,музей военной техники |
|                          | ПТ-76                         | плавающий танк                      | Вышгородский район, с Пылява,музей военной техники |
|                          | Т-55                          | средний танк                        | Вышгородский район, с Пылява,музей военной техники |
|                          | 2С3 «Акация»                  | самоходная артиллерийская установка | Вышгородский район, с Пылява,музей военной техники |
|                          | БМП-1П                        | Боевая машина пехоты                | Вышгородский район, с Пылява,музей военной техники |
|                          | БМП-1                         | Боевая машина пехоты                | с. Старое, Бориспольский р-н, в/ч, |
|                          | БТР-60                        | бронетранспортёр                    | г. Боярка, Киево-Святошинский р-н, УОК КВЛ им. И.Богуна |
|                          | БРДМ-2                        | бронетранспортёр                    | г. Буча, Центр |

### Кировоградская область
| Изображение | Тип  | Классификация | Местонахождение |
| ----------- | ---- | ------------- | --------------- |
|             | ИС-3 | Тяжёлый танк  | Пгт. Устиновка  |

### Луганская область
| Изображение | Тип   | Классификация        | Местонахождение |
| ----------- | ----- | -------------------- | --- |
|             | БМП-1 | Боевая машина пехоты | мемориал в Северодонецком районе, Луганская область. БМП-1 расположен недалеко от правительственных учреждений Типография и городской совет Рубежного. |
|             | Т-34  | Танк                 | Памятник воинам-освободителям города Северодонецка Танк Т-34 ред.                                                                                      |

### Львовская область
| Изображение | Тип  | Классификация | Местонахождение                                                      |
| ----------- | ---- | ------------- | -------------------------------------------------------------------- |
|             | Т-64 | средний танк  | г. Львов Академия сухопутных войск Украины им. Гетьмана Сагайдачного |
|             | Т-55 | средний танк  | г. Львов Львовский бронетанковый ремонтный завод.                    |

### Николаевская область
| Изображение | Тип            | Классификация                       | Местонахождение                                     |
| ----------- | -------------- | ----------------------------------- | --------------------------------------------------- |
|             | Т-64           | средний танк                        | г. Южноукраинск                                     |
|             | Т-55           | средний танк                        | урочище Марьина Роща м/д Михайло-Ларино и Марьевкой |
|             | 2С1 «Гвоздика» | самоходная артиллерийская установка | г. Николаев                                         |
|             | 2С3 «Акация»   | самоходная артиллерийская установка | г. Николаев                                         |
|             | БРДМ-1         | бронетранспортёр                    | Николаевский бронетанкоремонтный завод              |

### Одесская область
| Изображение              | Тип               | Классификация                       | Местонахождение                                                  |
| ------------------------ | ----------------- | ----------------------------------- | ---------------------------------------------------------------- |
| НИ-1 («На испуг») Одесса | НИ-1              | бронетрактор                        | г. Одесса, Серединский сквер (46°28'26.4"N 30°43'09.6"E)         |
|                          | Т-54              | средний танк                        | г. Овидиополь возле мемориала воинам Великой Отечественной войны |
|                          | КШМ Р-145 "Чайка" |                                     | г. Полтава, у бывшего военного училища связи                     |
|                          | БТР-152           | бронетранспортёр                    | г. Лохвица, у Краеведческого музея                               |
|                          | АСУ-85            | самоходная артиллерийская установка | п. Тарутино                                                      |
|                          | БТР-70            | бронетранспортёр                    | г. Овидиополь возле мемориала воинам Великой Отечественной войны |
|                          | БРДМ-1            | бронетранспортёр                    | г. Овидиополь возле мемориала воинам Великой Отечественной войны |

### Полтавская область
| Изображение | Тип        | Классификация                       | Местонахождение |
| ----------- | ---------- | ----------------------------------- | --- |
|             | Т-34-85    | средний танк                        | Пам'ятник танкістам, Н12, Полтава, Полтавська область, 36000 49.59796909 _ 34.4929144 https://poltava.to/news/2597/ |
|             | Т-64       | средний танк                        | г. Кременчуг, парк мира                                                                                             |
|             | 2С9 «Нона» | самоходная артиллерийская установка | г. Кременчуг, парк мира                                                                                             |
|             | Т-54       | средний танк                        | г. Лохвица |
|             | БМП-1      | Боевая машина пехоты                | пгт. Новые Санжары,парк Мира                                                                                        |
|             | МТ-ЛБ      | бронетранспортёр                    | между Селищне и Степное, РМХ «Кашалот» около в\ч А0312                                                              |
|             | АСУ-85     | самоходная артиллерийская установка | г. Кременчуг, парк мира                                                                                             |

### Ровенская область
| Изображение | Тип  | Классификация | Местонахождение                                            |
| ----------- | ---- | ------------- | ---------------------------------------------------------- |
|             | ИС-2 | тяжелый танк  | г. Дубно, при въезде в город (50°24′10.11″N 25°42′23.74″E) |

### Сумская область
| Изображение | Тип            | Классификация                       | Местонахождение                        |
| ----------- | -------------- | ----------------------------------- | -------------------------------------- |
|             | Т-64           | средний танк                        | Спадщанский лес, Путивльский р-н.Музей |
|             | 2С1 «Гвоздика» | самоходная артиллерийская установка | Спадщанский лес, Путивльский р-н.Музей |
|             | 2С3 «Акация»   | самоходная артиллерийская установка | Спадщанский лес, Путивльский р-н.Музей |
|             | Т-64           | средний танк                        | г.Шостка (51.864950, 33.488058)        |
|             | Т-62           | средний танк                        | г. Сумы                                |
|             | Т-80           | средний танк                        | г. Шостка                              |
|             | 2С7 «Пион»     | самоходная артиллерийская установка | г. Шостка                              |
|             | 2С1 «Гвоздика» | самоходная артиллерийская установка | г. Шостка                              |
|             | БТР-60         | бронетранспортёр                    | г. Шостка                              |
|             | БТР-60         | бронетранспортёр                    | г. Сумы                                |
|             | БРДМ-2         | бронетранспортёр                    | г. Сумы                                |
|             | БТР-60         | бронетранспортёр                    | г. Тростянец                           |

### Автономная республика Крым
| Изображение | Тип       | Классификация                       | Местонахождение                  |
| ----------- | --------- | ----------------------------------- | -------------------------------- |
|             | Т-34      | средний танк                        | Братская могила танкистов        |
|             | ИС-2      | тяжёлый танк                        | Сапун-гора                       |
|             | ИСУ-122   | самоходная артиллерийская установка | Сапун-гора                       |
|             | ИСУ-152   | самоходная артиллерийская установка | Сапун-гора                       |
|             | СУ-100    | истребитель танков                  | Сапун-гора                       |
|             | СУ-76     | самоходная артиллерийская установка | Сапун-гора                       |
|             | Т-34-85   | средний танк                        | Сапун-гора                       |
| Фото        | ПТ-76     | плавающий танк                      | Казачья бухта, у посёлка         |
| Фото        | БМП-1     | боевая машина пехоты                | г. Севастополь, площадь Суворова |
|             | Stug-IIIG | самоходная артиллерийская установка |                                  |
|             | БМП-2     | боевая машина пехоты                | г. Севастополь                   |
|             | ПТ-76     | плавающий танк                      | г. Севастополь                   |

### Тернопольская область
| Изображение | Тип     | Классификация    | Местонахождение                                                      |
| ----------- | ------- | ---------------- | -------------------------------------------------------------------- |
|             | Т-34    | средний танк     | г. Чортков, рядом с Центральным парком (49°00′33.25″N 25°47′49.89″E) |
|             | Т-34-85 | средний танк     | г. Збараж, рядом с парком им. Бурляя (49°39′40.88″N 25°46′34.25″E)   |
|             | БРДМ-1  | бронетранспортёр | г.Тернополь                                                          |

### Харьковская область
| Изображение | Тип     | Классификация                       | Местонахождение |
| ----------- | ------- | ----------------------------------- | --- |
|             | Mark V  | тяжёлый танк                        | Харьков, Площадь Конституции на постаменте у Исторического музея                                                                                                   |
| Фото        | БТ-7    | легкий танк                         | Харьков, на территории з-да им. Малышева |
|             | Т-34-85 | средний танк                        | Харьков, Площадь Конституции на постаменте у Исторического музея                                                                                                   |
|             | Т-34-85 | средний танк                        | Харьков, Полтавский Шлях, возле Института танковых войск |
| Фото        | Т-34-85 | средний танк                        | Харьков, на территории з-да им. Малышева |
| Фото        | Т-34-85 | средний танк                        | Харьков, на территории Харьковского бронетанкового завода |
|             | Т-54-2  | средний танк                        | Харьков, на территории Военного института танковых войск НТУ «ХПИ»                                                                                                 |
| Фото        | МТ-ЛБ   | бронетранспортер                    | Харьков, на территории Харьковского авторемонтного завода |
| Фото        | Т-34-85 | средний танк                        | Балаклея, танк-памятник |
| Фото        | Т-34-85 | средний танк                        | Барвенково, танк-памятник, установленный в память о присвоении воинским частям, освобождавшим город, имени Барвенковских.                                          |
|             | Т-34-85 | средний танк                        | Белый Колодезь, танк-памятник на братской могиле советских воинов                                                                                                  |
|             | ИС-3    | тяжелый танк                        | Близнюки, танк-памятник, установленный в честь воинов-освободителей 31-й отдельной гвардейской огнеметно-танковой бригады                                          |
|             | Т-34-85 | средний танк                        | Богодухов, танк-памятник, установленный в честь освободителей города на трассе Харьков-Сумы                                                                        |
| Фото        | Т-34-85 | средний танк                        | Валки, танк-памятник, установленный в честь воинов Степного фронта, освободивших город Валки                                                                       |
| Фото        | Т-34-85 | средний танк                        | Село Грушеваха, Барвенковского района, танк-памятник на местном мемориале                                                                                          |
|             | Т-34-85 | средний танк                        | Должик, танк-памятник, установленный в честь танкистов 18 танкового корпуса, освободивших село в августе 1943 года                                                 |
|             | ИСУ-152 | самоходная артиллерийская установка | Золочев, памятник, установленный в честь воинов-танкистов 18 танкового корпуса 5 гвардейской танковой армии, освободивших Золочев от нацистов в августе 1943 года. |
|             | Т-34-85 | средний танк                        | Изюм, Мемориальный комплекс на горе Кременец |
|             | ИС-2    | тяжелый танк                        | Изюм, Мемориальный комплекс на горе Кременец |
|             | СУ-85   | самоходная артиллерийская установка | Изюм, Мемориальный комплекс на горе Кременец |
|             | ИСУ-152 | самоходная артиллерийская установка | Изюм, Мемориальный комплекс на горе Кременец |
|             | Т-54    | средний танк                        | Село Катериновка, Лозовского района, танк-памятник у братской могилы, установленный в память одного из конструкторов танков, земляке М. А. Кучеренко               |
| фото        | Т-64    | средний танк                        | Село Клугино-Башкировка, Чугуевского района, танк-памятник на территории военной части. Ранее на его месте стоял тяжёлый танк ИС-3                                 |
|             | Т-34-85 | средний танк                        | Красноград, танк-памятник в центре города в честь воинов-освободителей                                                                                             |
|             | Т-34-85 | средний танк                        | Лозовая, танк-памятник, установленный в честь одного из конструкторов Т-34 М. Кучеренко.                                                                           |
|             | ИСУ-152 | самоходная артиллерийская установка | Лозовая, памятник в парке "Победа" |
|             | БМП-1   | боевая машина пехоты                | Новая Водолага, памятник воинам-интернационалистам в парке "Юбилейный"                                                                                             |
|             | Т-70    | легкий танк                         | Село Оскол, Изюмского района, памятник на братской могиле советских воинов                                                                                         |
|             | Т-34-85 | средний танк                        | Первомайский, танк-памятник рядом с могилой генерал-майора танковых войск В. А. Копцова на привокзальной площади.                                                  |
|             | БМП-1   | боевая машина пехоты                | Песочин, памятник, установленный у музея Афганской войны |
|             | Т-62    | средний танк                        | Песочин, танк-памятник, установленный у музея Афганской войны |
|             | Т-34-85 | средний танк                        | Солоницевка, мемориальный комплекс Высота Маршала Конева |
|             | Т-70    | легкий танк                         | Солоницевка, памятник на братской могиле освободителям посёлка и памятник односельчанам                                                                            |
|             | Т-64БВ  | средний танк                        | г. Харьков, (ХВТКУ) ул. Полтавский шлях 181 |
|             | Т-72Б   | средний танк                        | г. Харьков, (ХВТКУ) ул. Полтавский шлях 181 |
|             | Т-54    | средний танк                        | г. Харьков, (ХВТКУ) ул. Полтавский шлях 181 |

### Херсонская область
| Изображение | Тип    | Классификация    | Местонахождение                                                                    |
| ----------- | ------ | ---------------- | ---------------------------------------------------------------------------------- |
|             | Т-54   | средний танк     | пгт Лазурное                                                                       |
|             | Т-54   | средний танк     | пгт Лазурное                                                                       |
|             | Т-54   | средний танк     | пгт Лазурное                                                                       |
|             | БРДМ-1 | бронетранспортёр | п.Голая Пристань встановлена на постаменті як пам'ятник воїнам-інтернаціоналістам. |

### Хмельницкая область
| Изображение | Тип    | Классификация    | Местонахождение                          |
| ----------- | ------ | ---------------- | ---------------------------------------- |
|             | Т-54   | средний танк     | г. Каменец-Подольский Военно. инж. уч-ще |
|             | Т-72   | средний танк     | г. Каменец-Подольский Военно. инж. уч-ще |
|             | БРДМ-1 | бронетранспортёр | г.Славута                                |

### Черкасская область
| Изображение | Тип    | Классификация               | Местонахождение                                                                  |
| ----------- | ------ | --------------------------- | -------------------------------------------------------------------------------- |
|             | БМД-1  | боевая машина десанта (БМД) | г. Черкассы, Памятник погибшим воинам-афганцам (49°26′46.3″N 32°03′23.86″E)      |
|             | Т-55   | средний танк                | г. Канев, Музей военной техники под открытым небом (49°45′36.61″N 31°25′06.21″E) |
|             | Т-64   | средний танк                | г. Черкассы,парк 30-летия Победы                                                 |
|             | БТР-80 | бронетранспортёр            | пгт Лысянка                                                                      |
|             | БТР-40 | бронетранспортёр            | г. Корсунь-Шевченковский, Музей Истории ВОВ                                      |

### Черниговская область
| Изображение | Тип     | Классификация        | Местонахождение |
| ----------- | ------- | -------------------- | --- |
|             | Т-34-85 | средний танк         | г. Чернигов, Памятник в честь освобождения Чернигова от немецко-фашистских захватчиков (51°29′14″N 31°16′29″E) Воїнам-визволителям від трудящих Чернігова. 21 вересня 1943 року війська радянської армії звільнили від німецько-фашистських загарбників Чернігів |
|             | Т-64    | средний танк         | пгт Десна,Учебный центр |
|             | БМП-1   | боевая машина пехоты | п. Ичня |
|             | Т-54    | средний танк         | с. Лісові Сорочинці, Прилуцкий р-н |
|             | ГМЗ     |                      | г. Нежин |
|             | БТТ-1   | тягач                | пгт Тростянец |